# شعب القارط (المخادر)

تعديل مصدري - تعديل

شعب القارط هي إحدى قرى عزلة جبل عقد بمديرية المخادر التابعة لمحافظة إب، بلغ تعداد سكانها 602 نسمة حسب تعداد اليمن لعام 2004.